# Liste der Olympiasieger im Schießen/Medaillengewinnerinnen
Diese Liste ist Teil der Liste der Olympiasieger im Schießen. Sie führt sämtliche Medaillengewinnerinnen in den Schieß-Wettbewerben bei Olympischen Sommerspielen auf. Die Liste ist gegliedert nach Wettbewerben, die aktuell zum Wettkampfprogramm gehören und nach nicht mehr ausgetragenen Wettbewerben.

## Heutige Wettbewerbe

### Kleinkaliber Dreistellungskampf
| Olympia | Gold              | Silber              | Bronze                  |
| ------- | ----------------- | ------------------- | ----------------------- |
| 1984    | Wu Xiaoxuan       | Ulrike Holmer       | Wanda Jewell            |
| 1988    | Silvia Sperber    | Wessela Letschewa   | Walentina Tscherkassowa |
| 1992    | Launi Meili       | Nonka Matowa        | Małgorzata Książkiewicz |
| 1996    | Aleksandra Ivošev | Irina Gerassimjonok | Renata Mauer            |
| 2000    | Renata Mauer      | Tatjana Goldobina   | Marija Feklistowa       |
| 2004    | Ljubow Galkina    | Valentina Turisini  | Wang Chengyi            |
| 2008    | Du Li             | Kateřina Emmons     | Eglys Cruz              |
| 2012    | Jamie Lynn Gray   | Ivana Maksimović    | Adéla Sýkorová          |
| 2016    | Barbara Engleder  | Zhang Binbin        | Du Li                   |
| 2020    | Nina Christen     | Julija Sykowa       | Julija Karimowa         |
| 2024    | Chiara Leone      | Sagen Maddalena     | Zhang Qiongyue          |

Als Zusatz zu dieser Liste gewann die US-Amerikanerin Margaret Murdock 1976 eine Silbermedaille in dieser Disziplin, als sie sowohl Frauen und Männern offenstand.

### Luftgewehr 10 Meter
| Olympia | Gold              | Silber                 | Bronze            |
| ------- | ----------------- | ---------------------- | ----------------- |
| 1984    | Pat Spurgin       | Edith Gufler           | Wu Xiaoxuan       |
| 1988    | Iryna Schylawa    | Silvia Sperber         | Anna Maluchina    |
| 1992    | Yeo Gap-sun       | Wessela Letschewa      | Aranka Binder     |
| 1996    | Renata Mauer      | Petra Horneber         | Aleksandra Ivošev |
| 2000    | Nancy Johnson     | Kang Cho-hyun          | Gao Jing          |
| 2004    | Du Li             | Ljubow Galkina         | Kateřina Kůrková  |
| 2008    | Kateřina Emmons   | Ljubow Galkina         | Snježana Pejčić   |
| 2012    | Yi Siling         | Sylwia Bogacka         | Yu Dan            |
| 2016    | Virginia Thrasher | Du Li                  | Yi Siling         |
| 2020    | Yang Qian         | Anastassija Galaschina | Nina Christen     |
| 2024    | Ban Hyo-jin       | Huang Yuting           | Audrey Gogniat    |

### Sportpistole 25 Meter
| Olympia | Gold                   | Silber               | Bronze                |
| ------- | ---------------------- | -------------------- | --------------------- |
| 1984    | Linda Thom             | Ruby Fox             | Patricia Dench        |
| 1988    | Nino Salukwadse        | Michiko Hasegawa     | Jasna Šekarić         |
| 1992    | Marina Logwinenko      | Li Duihong           | Munkhbayar Dorjsuren  |
| 1996    | Li Duihong             | Diana Jorgowa        | Marina Logwinenko     |
| 2000    | Marija Grosdewa        | Tao Luna             | Lalita Jauhleuskaja   |
| 2004    | Marija Grosdewa        | Lenka Hyková         | Irada Asumowa         |
| 2008    | Chen Ying              | Otrjadyn Gündegmaa   | Munkhbayar Dorjsuren  |
| 2012    | Kim Jang-mi            | Chen Ying            | Olena Kostewytsch     |
| 2016    | Anna Korakaki          | Monika Karsch        | Heidi Diethelm Gerber |
| 2020    | Witalina Bazaraschkina | Kim Min-jung         | Xiao Jiaruixuan       |
| 2024    | Yang Ji-in             | Camille Jedrzejewski | Veronika Major        |

### Luftpistole 10 Meter
| Olympia | Gold                   | Silber                 | Bronze               |
| ------- | ---------------------- | ---------------------- | -------------------- |
| 1988    | Jasna Šekarić          | Nino Salukwadse        | Marina Dobrantschewa |
| 1992    | Marina Logwinenko      | Jasna Šekarić          | Marija Grosdewa      |
| 1996    | Olga Klotschnewa       | Marina Logwinenko      | Marija Grosdewa      |
| 2000    | Tao Luna               | Jasna Šekarić          | Annemarie Forder     |
| 2004    | Olena Kostewytsch      | Jasna Šekarić          | Marija Grosdewa      |
| 2008    | Guo Wenjun             | Natalja Paderina       | Nino Salukwadse      |
| 2012    | Guo Wenjun             | Céline Goberville      | Olena Kostewytsch    |
| 2016    | Zhang Mengxue          | Witalina Bazaraschkina | Anna Korakaki        |
| 2020    | Witalina Bazaraschkina | Antoaneta Kostadinowa  | Jiang Ranxin         |
| 2024    | Oh Ye-jin              | Kim Ye-ji              | Manu Bhaker          |

### Trap
| Olympia | Gold                     | Silber             | Bronze             |
| ------- | ------------------------ | ------------------ | ------------------ |
| 2000    | Daina Gudzinevičiūtė     | Delphine Racinet   | Gao E              |
| 2004    | Suzanne Balogh           | María Quintanal    | Lee Bo-na          |
| 2008    | Satu Mäkelä-Nummela      | Zuzana Štefečeková | Corey Cogdell      |
| 2012    | Jessica Rossi            | Zuzana Štefečeková | Delphine Réau      |
| 2016    | Catherine Skinner        | Natalie Rooney     | Corey Cogdell      |
| 2020    | Zuzana Rehák-Štefečeková | Kayle Browning     | Alessandra Perilli |
| 2024    | Adriana Ruano            | Silvana Stanco     | Penny Smith        |

### Skeet
| Olympia | Gold                    | Silber           | Bronze                  |
| ------- | ----------------------- | ---------------- | ----------------------- |
| 2000    | Zemfira Meftachetdinowa | Swetlana Djomina | Diána Igaly             |
| 2004    | Diána Igaly             | Wei Ning         | Zemfira Meftachetdinowa |
| 2008    | Chiara Cainero          | Kim Rhode        | Christine Brinker       |
| 2012    | Kim Rhode               | Wei Ning         | Danka Barteková         |
| 2016    | Diana Bacosi            | Chiara Cainero   | Kim Rhode               |
| 2020    | Amber English           | Diana Bacosi     | Wei Meng                |
| 2024    | Francisca Crovetto      | Amber Rutter     | Austen Smith            |

Als Zusatz zu dieser Liste gewann die Chinesin Zhang Shan 1992 eine Goldmedaille in dieser Disziplin, als sie sowohl Frauen und Männern offenstand.

## Nicht mehr ausgetragene Wettbewerbe

### Doppeltrap
| Olympia | Gold       | Silber            | Bronze             |
| ------- | ---------- | ----------------- | ------------------ |
| 1996    | Kim Rhode  | Susanne Kiermayer | Deserie Huddleston |
| 2000    | Pia Hansen | Deborah Gelisio   | Kim Rhode          |
| 2004    | Kim Rhode  | Lee Bo-na         | Gao E              |